# Szomáliai labdarúgó-bajnokság (első osztály)
Az 1967-ben alapított szomáliai labdarúgó-bajnokság első osztálya a szomáliai labdarúgás legmagasabb divíziója.

## A 2007-es bajnokság csapatai
| Klub                | Város     | Alapítva |
| ------------------- | --------- | -------- |
| Banaadir Telecom FC | Mogadishu | 1991     |
| Elman FC            | Mogadishu | 1993     |
| Dekedaha            | Mogadishu |          |
| SITT Daallo         | Mogadishu |          |
| Feynuus             | Mogadishu |          |
| Super Shell         | Mogadishu |          |
| Badbaado FC         | Mogadishu |          |
| Alba CF             | Alba      |          |

## Bajnokcsapatok
| - 1967 : Somali Police (Mogadishu) - 1968 : Hoga (Mogadishu) - 1969 : Lavori Publici (Mogadishu) - 1970 : Lavori Publici (Mogadishu) - 1971 : Lavori Publici (Mogadishu) - 1972 : Horsed FC (Mogadishu) - 1973 : Horsed FC (Mogadishu) - 1974 : Horsed FC (Mogadishu) - 1975 : Mogadiscio Municipality - 1976 : Horsed FC (Mogadishu) - 1977 : Horsed FC (Mogadishu) - 1978 : Horsed FC (Mogadishu) - 1979 : Horsed FC (Mogadishu) | - 1980 : Horsed FC (Mogadishu) - 1981 : Lavori Publici (Mogadishu) - 1982 : Wagad (Mogadiscio) - 1983 : National Printing Agency (Mogadishu) - 1984 : Marine Club (Mogadishu) - 1985 : Wagad (Mogadishu) - 1986 : Mogadiscio Municipality - 1987 : Wagad (Mogadishu) - 1988 : Wagad (Mogadishu) - 1989 : Mogadiscio Municipality - 1990 : Jadidka - 1991-1993 : Nem rendezték meg - 1994 : Morris Supplies (Mogadishu) | - 1995 : Alba CF - 1996-1997 : Nem rendezték meg - 1998 : Ports Authority - 2000 : Elman FC (Mogadishu) - 2001 : Elman FC (Mogadishu) - 2002 : Elman FC (Mogadishu) - 2003 : Elman FC (Mogadishu) - 2004-2005 : Nem rendezték meg - 2006 : Banaadir Telecom FC |

## Örökmérleg
| Klubcsapat               | Aranyérmes |
| ------------------------ | ---------- |
| Horsed FC                | 6          |
| Elman FC                 | 4          |
| Lavori Publici           | 4          |
| Wagad                    | 4          |
| Mogadiscio Municipality  | 3          |
| Banaadir Telecom FC      | 2          |
| Hoga                     | 1          |
| Alba CF                  | 1          |
| Ports Authority          | 1          |
| Jadidka                  | 1          |
| Marine Club              | 1          |
| Morris Supplies          | 1          |
| National Printing Agency | 1          |
| Somali Police            | 1          |

## Gólkirály
| Szezon |  | Gólkirály | Csapat | Találatok |
|        |  |           |        |           |

## Külső hivatkozások
- Statisztika az RSSSF honlapján
- africansoccerunion.com